# إم آي إم-104 باتريوت
أم آي أم-104 باتريوت (بالإنجليزية: MIM-104 Patriot)‏ هو منظومة دفاع جوي صاروخي من نوع أرض-جو يستعمل من قبل الولايات المتحدة الأمريكية وعدد من حلفائها، يصنع النظام من قبل شركة رايثيون الأمريكية. حل الباترويت محل كل من نظام (نايك-هرقل) للدفاع العالي والمتوسط ونظام إم آي إم-23 هوك التكتيكي للدفاع المتوسط فضلا عن دوره كنظام مضاد للصواريخ الباليستية (TBM) وهي مهمته الرئيسية في الوقت لحاضر.
يستعمل الباترويت أنظمة متقدمة للصواريخ الجوية الاعتراضية وأنظمة رادار ذات كفاءة عالية حيث طُوِّر في رد-ستون الباما والتي طَوَّرَت مؤخرا نظام (Safeguard) سيف-جارد (TBM) وبضمنه صاروخي سبارتان (Spartan) وسبرنت (Sprint)، إن كلمة باترويت "Patriot" هي مختصر ل Phased Array Tracking Radar Intercept Of Target.
أنظمة الباترويت بِيعَت لكل من تايوان ومصر وألمانيا واليونان وإسرائيل واليابان والكويت وهولندا والمملكة العربية السعودية وإسبانيا والإمارات العربية المتحدة. كوريا الجنوبية الآن بصدد شراء عدد من أنظمة الباترويت المستخدمة بعدما أَجْرَت كوريا الشمالية  تجارب إطلاق صواريخ باليستية باتجاه بحر اليابان. في أغسطس 2008 وقعت الولايات المتحدة وبولندا اتفاقية لإنشاء مركز للباترويت في بولندا لردع الصواريخ الباليستية.
انظر المقالة الرئيسية الدرع الصاروخي الأمريكي

## مقدمة

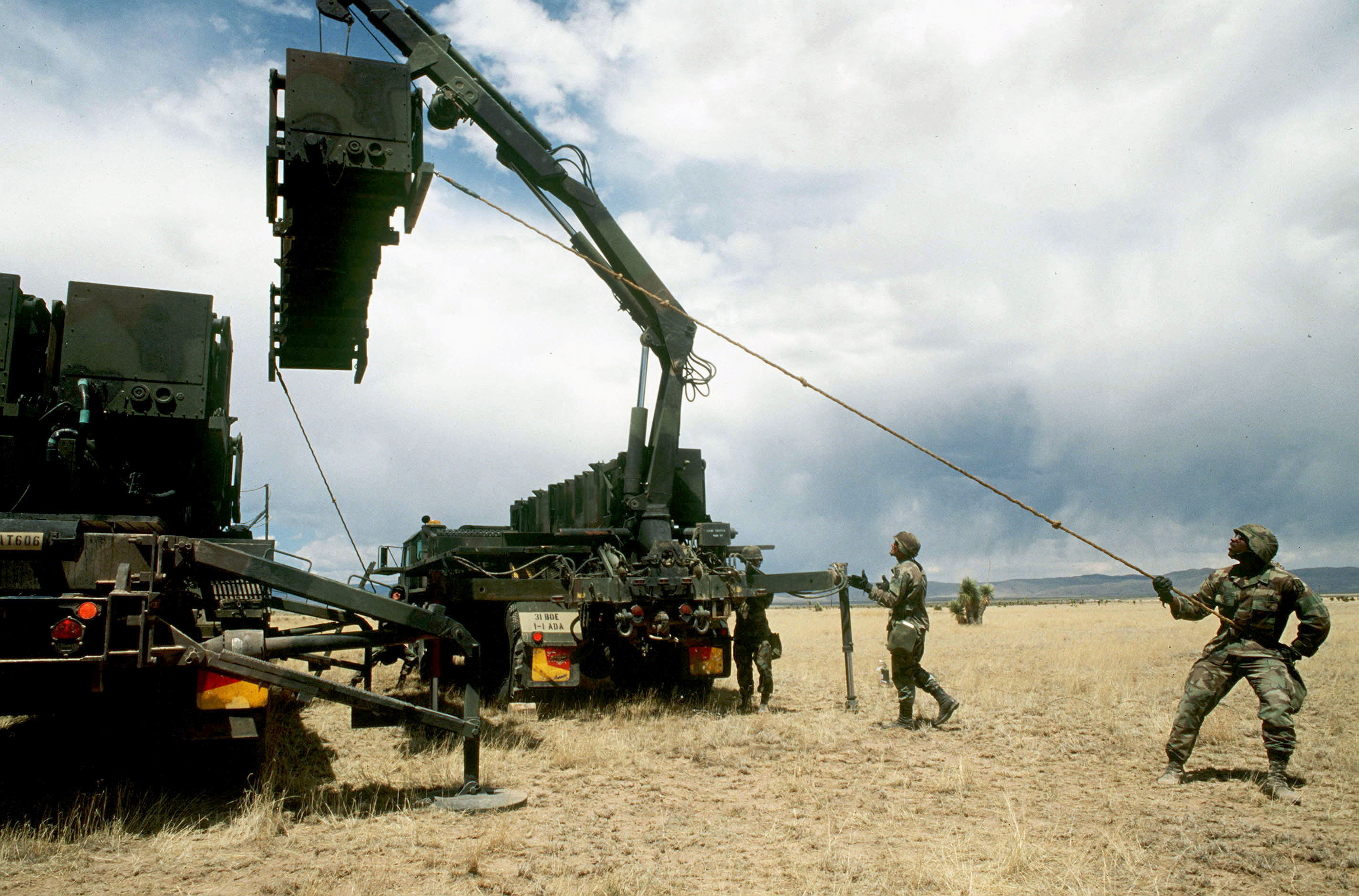
مجموعة من جنود فرقة الدفاع الجوي الأمريكي خلال أداء مهامهم مع منظومة باتريوت

في أكتوبر 1964 غَيَّرَ وزير الدفاع اسم برنامج الجيش للدفاع الجوي إلى تطوير صاروخ أرض-جو Surface-to-Air Missile, Development SAM-D. في عام 1975 تم بنجاح اختبار صاروخ ال SAM-D بعد اشتباكه بهدف وهمي، وفي عام 1976 اعيد تسمية النظام نظام الدفاع الجوي الباترويت. يجمع ام آي ام-141 باترويت عدة تقانات حديثة مثل رادار المصفوفات المتراصة phased array radar والتوجيه عن طريق تتبع الصاروخ track-via-missile guidance يذكر انه في عام 1976 بدأ تطوير النظام على نطاق واسع ونُشِرَ في عام 1984. في البداية استعمل الباترويت كنظام مضاد للطائرات فقط لكن عام 1988 تم تحديثه ليكون قادرا على صد الصواريخ الباليستية التكتيكية tactical ballistic missiles TBM أطلق عليه باك-1 (PAC-1) واخر تحديث للنظام هو باك-3 الذي يعتبر إعادة تصميم كلية للنظام ليكون مخصص لاعتراض وتدمير الصواريخ الباليستية التكتيكية.

## مكونات نظام الباتريوت

### صاروخ الباتريوت
يوجد منه نوعان القديم PAC-2 أما الجديد والمحدث في عام 2002 PAC-3
يبلغ طول صاروخ الباتريوت من النوع PAC-2 حوالي 5 متر فيما يصل وزنة إلى 900 كيلوجرام منها 90 كيلوجرام مواد متفجرة، يصل سرعة الصاروخ الواحد عند إطلاقه من منصه الإطلاق سرعة تفوق سرعة الصوت ويمكن تزويد منصة الإطلاق بأربعة صواريخ دفعة واحدة.
أما صاروخ الباتريوت الحديث PAC-3 طوله حوالي 5 متر ووزنه أقل من سابقه يصل إلى 312 كيلوجرام منها 73 كيلو جرام من المواد المتفجرة، ويمكن تحميل منصة الإطلاق 16 صاروخ دفعة واحدة.

### منصة إطلاق صواريخ الباتريوت
تحتوي منصة الإطلاق على 16 قاذفة تحمل صاروخ باتريوت واحد وكل قاذفة متصلة مع نظام تحكم عن طريق الألياف الضوئية أو من خلال الاتصال اللاسلكي.
عند إطلاق صاروخ الباتريوت تنطلق ذراع هيدروكلوريكية تحمل صاروخ بديل مكان الصاروخ الذي اُطلق مما يسرع عملية الإطلاق.

### نظام الرادار في الباتريوت
كل منصة إطلاق تحتوي على رادار AN/MPQ-53/6 من نوع مصفوفة المسح الإلكتروني السلبي، وهو قادر على كشف مدى الصواريخ يصل إلى 100 كيلومتر، بإمكانة كشف أي صاروخ معتد كما يحدد الرادر سرعة الصاروخ ومساره وتحديد إذا ما كان الصاروخ معتديا أو صديقا من خلال نظام تشفير بين الأسلحة الصديقة. وبفضل تقنية المصفوفة الطورية، يمكن لهذا النظام تتبع مسار 100 صاروخ معتد والتحكم في مسار 9 صواريخ باتريوت في نفس اللحظة.

### نظام التحكم
نظام التحكم عبارة عن حاسوب متصل مع نظام الرادار ومع منصة الإطلاق ومزود ببرامج التحكيم والتوجيه، يعمل على نظام التحكم ثلاثة أشخاص في حالة الطوارئ أما في الأغلب يُوضَع النظام في حالة التحكم التلقائي. يعمل النظام الإلكتروني كوسيط بين منصة الإطلاق ونظام الرادار. وفي حال وجود أكثر من منصة إطلاق صواريخ باتريوت فإن نظام التحكم تتصل مع بعضها ومع المنصة الرئيسية للتنسيق بينهما في إطلاق الصواريخ.

## صاروخ الباتريوت الموجه
أول صاروخ استعمل لنظام الباتريوت هو ام آي ام-104ايه «ستاندارد», MIM-104A, "Standard" مخصص للاشتباك مع الطائرات وذو إمكانات محدودة ضد الصواريخ الباليستية وبمدى 70 كلم (44 ميل) وسرعة تزيد على 3 ماك. اما صاروخ ام آي ام-104بي «آسوج»، "MIM-104B "ASOJ فهو مخصص للبحت عن وتدمير
الطائرات أو الاجسام المشوشة على الرادار ECM التي تستعمل في الحرب الالكترونية. يعتبر صاروخ ام آي ام-104سي باك-2، MIM-104C PAC-2 أول صاروخ يصمم لاعتراض وتدمير الصواريخ الباليستية ومن اصداراته الأخرى ام آي ام-104دي/أي، MIM-104D/E. واخيرا صاروخ باك-3 وهو صاروخ اعتراضي جديد كليا لاعتراض الصواريخ الباليستية ويمكن وضع 4 صواريخ في كل خانة من منصة الإطلاق التي تحوي 4 خانات بمجموع 16 صاروخ كل منصة.

## الباترويت في حرب الخليج (1991)

### مهمة الباتريوت
في حرب الخليج وخلال عملية «عاصفة الصحراء» كانت مهمة الباترويت هي اعتراض صواريخ «الحسين» العراقية الباليستية القصيرة المدى التي اطلقت على أسرائيل والمملكة العربية السعودية. أول عملية اشتباك للباترويت كانت في 18 يناير 1991 الا انه سرعان ما تبين انه لم يكن اشتباكا بل كان خطأ حاسوبيا وانه لم يكن هناك أي صاروخ سكود، يروج لهذه الحادثة خطأ على انها أول اعتراض ناجح لصاروخ باليستي في التاريخ. خلال الحرب اشتبك الباترويت مع أكثر من 40 صاروخ باليستي اما نسبة النجاح أو عدد الصواريخ التي اُعْتُرِضَت فلا تزال محك جدل الخبراء بعض الخبراء والمحللين قالوا ان الباترويت لم ينجح في اعتراض أي صاروخ ونسبة نجاح الاعتراض لا تتجاوز 10%.

### الفشل في الظهران
في 25 شباط 1991 أصاب صاروخ سكود عراقي ثكنة للجيش الأمريكي في الظهران في المملكة العربية السعودية متسببا في قتل 28 جندياً أمريكياً.
التحقيقات الحكومية التي أُجريت أشارت إلى أن سبب الفشل في الاعتراض كان خطأ برمجيا في ساعة نظام الباترويت الذي كان يعمل منذ 100 ساعة مما أدى إلى تغيير وقت النظام بمقدار ثلث ثانية. بالنسبة لهدف يسير بسرعة صاروخ باليستي هذا التغيير يؤدي إلى خطأ في تحديد موقع الهدف يصل إلى 600 متر. بالنسبة للرادار فقد تمكّن من رصد الصاروخ وتنبّأ بمكان البحث عنه إلا أنه وبسبب ساعة النظام فقد كان يبحث في المكان الخطأ من السماء ولم يجد أي صاروخ قادم لذلك فإنه لا حاجة للقيام بإطلاق صاروخ اعتراضي.

## المشغلين

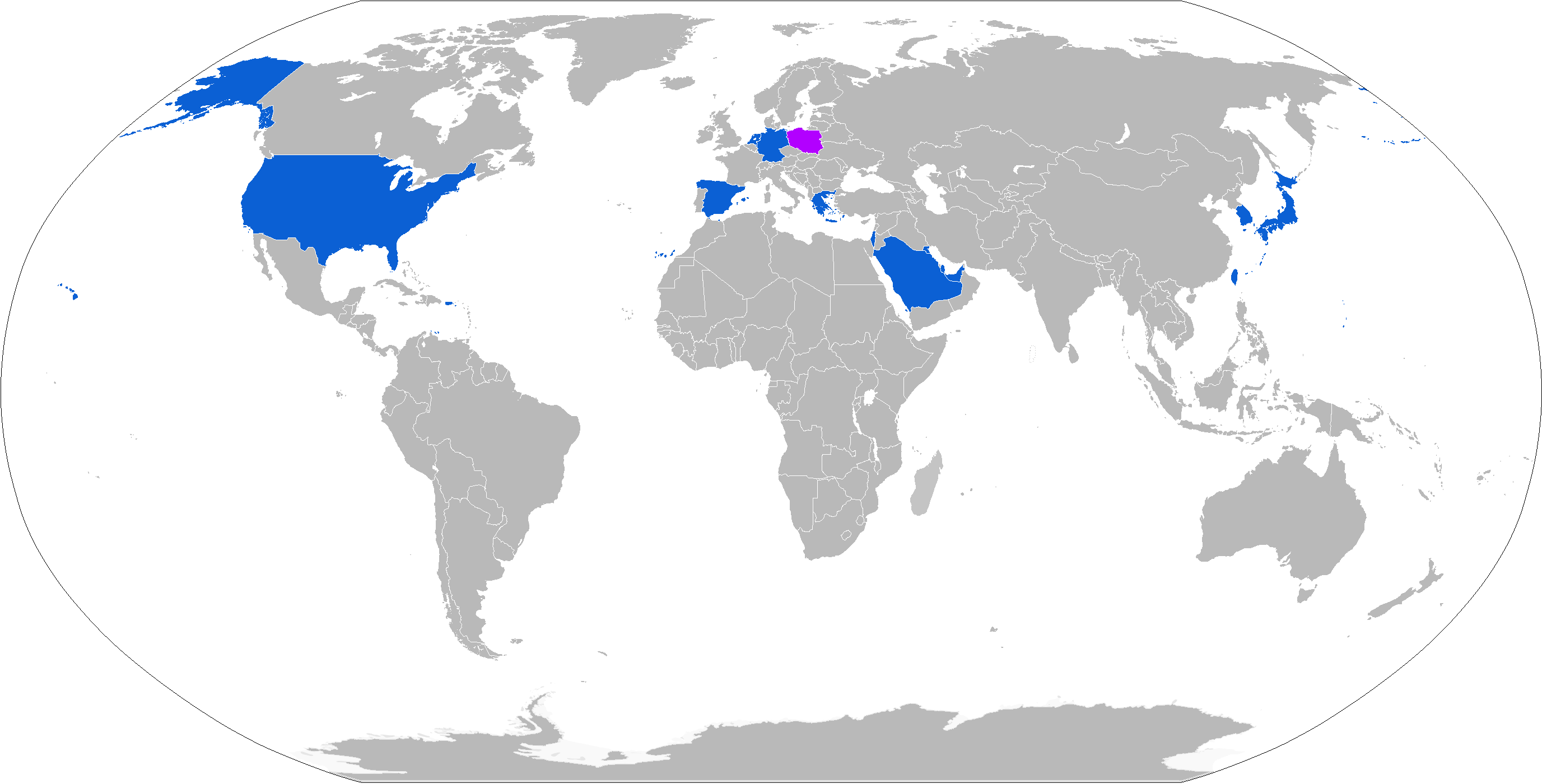
Map with MIM-104 operators in blue

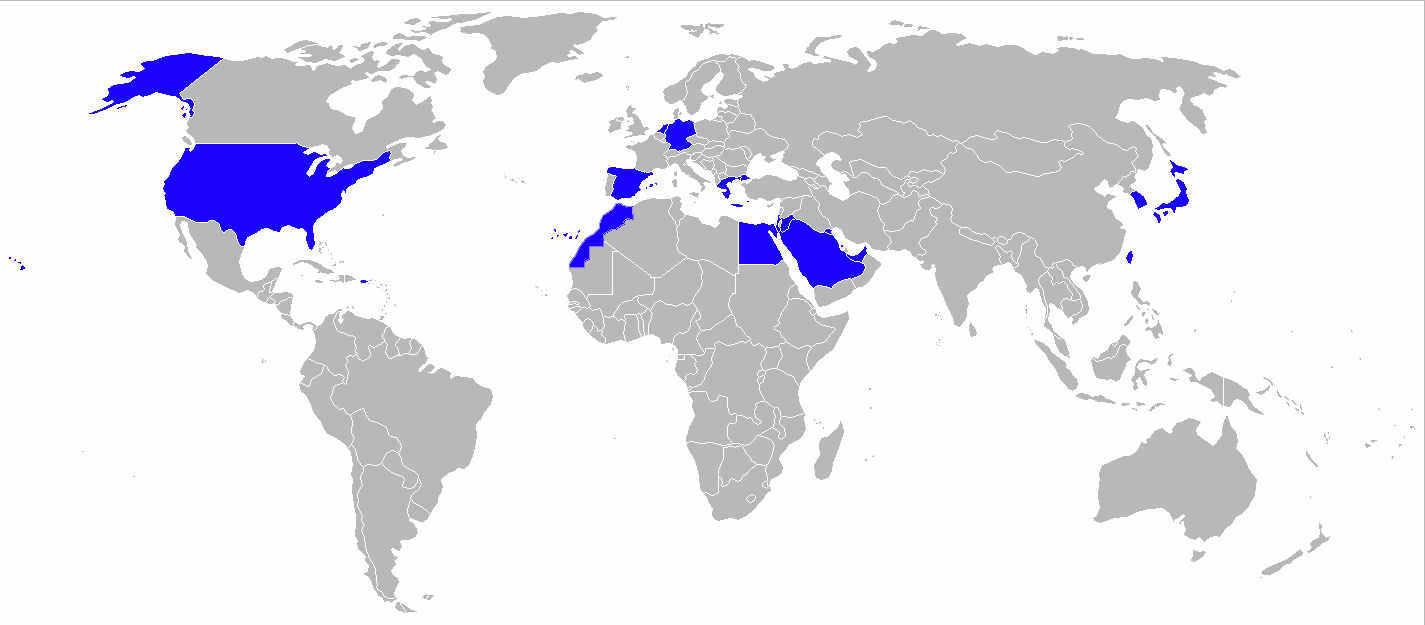

المشغلين

### المشغلين الحاليين
الأردن
- القوات المسلحة الأردنية

يمتلك الجيش الأردني 4 بطاريات صواريخ باتريوت على الأقل، اُشْتُرِيَت من ألمانيا ونُشرت في شمال الأردن قرب الحدود السورية في إربد. بعد تبادل القصف بين سوريا وإسرائيل في شهر مارس سنة 2017 (الحادث بين إسرائيل وسوريا مارس 2017)، صرح الناطق باسم الحكومة الأردنية محمد المومني بامتلاك الأردن لصواريخ باتريوت واستعداد الجيش لاستخدامها لصد أي هجوم صاروخي سوري على المملكة.

 رومانيا
- القوات المسلحة الرومانية

في العاشر من يوليو 2017 أكدت زارة الخارجية الأمريكية على بيع سبعة منظومات باتريوت (PAC-3) إلى رومانيا في صفقة بلغت قيمتها 3.9 مليار دولار، وتشمل هذه الصفقة أيضاً الرادارت، ومحطات التحكم، والهوائيات، ومحطات الطاقة الخاصة بالصواريخ.

 ألمانيا
- سلاح الجو الألماني

 اليونان
- القوات المسلحة اليونانية

 إسرائيل
- القوات الجوية الإسرائيلية
  - قيادة الدفاع الجوي الإسرائيلية (GEM+ "Yahalom")[10] – ليحل محلها مقلاع داوود[11]

 اليابان
- قوة الدفاع الذاتي الجوية اليابانية

 الكويت
- القوة الجوية الكويتية

في أغسطس 2010، أعلنت وكالة التعاون الأمني الدفاعي الأمريكية أن الكويت قد طلبت رسميا شراء 209 صاروخ (MIM-104E PAC-2). وفي أغسطس 2012، اشترت الكويت 60 صاروخ (MIM-104F PAC-3)، جنبا إلى جنب مع أربعة رادارات و 20 قاذفات.
 هولندا
- القوات البرية الهولندية

 قطر
- القوات المسلحة القطرية
- في نوفمبر 2012، أُعْلِنَ عن تصدير الولايات المتحدة 246 (MIM-104E GEM-T) و 786 صاروخ (PAC-3) مع المعدات ذات الصلة.[14]

 السعودية
- الدفاع الجوي الملكي السعودي

 كوريا الجنوبية
- سلاح الجو الكوري الجنوبي (PAC-2, 2016 PAC-3 تغيير)

 إسبانيا
- الجيش الملكي الإسباني

 تايوان
- Republic of China (Taiwan) Armed Forces GHQ Missile Command

 الإمارات العربية المتحدة
- القوات المسلحة لدولة الإمارات العربية المتحدة

عقدت الإمارات العربية المتحدة صفقة (ما يقرب من 4 مليارات دولار) مع شركة لوكهيد مارتن، رايثيون وحكومة الولايات المتحدة لشراء وتشغيل أحدث تطوير نظام (PAC-3)، فضلا عن 288 من صواريخ لوكهيد PAC-3، و 216 صاروخ (GEM-T). الاتفاق هو جزء من تطوير نظام الدفاع الوطني لحماية دولة الإمارات من التهديدات الجوية.
 الولايات المتحدة
- القوات البرية للولايات المتحدة[16]

يدير الجيش الأمريكي ما مجموعه 1106 قاذفة باتريوت. في عام 2010، في الخدمة الفعلية 483.

سلطنة عمان
سلاح الجو السلطاني العماني